# Alvar-Aalto-Medaille
Die Alvar-Aalto-Medaille ist ein seit 1967 verliehener international renommierter  Architekturpreis. Er wird vergeben an Personen, die in besonderer Weise kreative Architektur geschaffen haben.
Der Preis wird von der Alvar Aalto Stiftung, dem Finnischen Architekturmuseum, dem Finnischen Architektenverband SAFA, der Finnischen Architekturgesellschaft und der Stadt Helsinki  für signifikante Beiträge zur zeitgenössischen Architektur verliehen. Namensgeber ist Alvar Aalto. Die Verleihung findet unregelmäßig nach 2 bis 6 Jahren zusammen mit dem Alvar-Aalto-Symposium in Jyväskylä statt.
Die Preisträger haben Gelegenheit ihr Werk in einer Ausstellung darzustellen.

## Preisträger
- 1967: Alvar Aalto, Finnland
- 1973: Hakon Ahlberg, Schweden
- 1978: James Stirling, Großbritannien
- 1982: Jørn Utzon, Dänemark
- 1985: Tadao Ando, Japan
- 1988: Álvaro Siza Vieira, Portugal
- 1992: Glenn Murcutt, Australia
- 1998: Steven Holl, USA
- 2003: Rogelio Salmona, Kolumbien
- 2009: Tegnestuen Vandkunsten, Dänemark
- 2012: Paulo David, Portugal
- 2015: Fuensanta Nieto und Enrique Sobejano, Spanien
- 2017: Zhang Ke, China
- 2020: Bijoy Jain, Studio Mumbai, Indien[1]
- 2024: Marie-José Van Hee, Belgien[2]